# العميل كودي بانكس (فلم)
العميل كودي بانكس فيلم من إنتاج العام 2003 تدور أحداث الفيلم حول مغامرة الفتى كودي ابن الخامسة عشر ( قام بدوره فرانكي ميونز )لإنقاذ العالم بالعمل متخفياً بتكليف من المخابرات المركزية الأمريكية.

## وصلات خارجية
- مقالات تستعمل روابط فنية بلا صلة مع ويكي بيانات